# C6H5N5O6
化学式C6H5N5O6（摩尔质量：243.13 g/mol）可以指：
- 二氨基三硝基苯 混合物CAS号：26616-30-8 
  - 1,3-二氨基-2,4,6-三硝基苯，CAS号：1630-08-6 
  - 1,3-二氨基-4,5,6-三硝基苯，CAS号：1403672-88-7 
  - 1,4-二氨基-2,3,5-三硝基苯，CAS号：1830823-93-2
- 2,4,6-三硝基苯肼，CAS号：653-49-6
- 3-甲氨基-2,4,6-三硝基吡啶，CAS号：920502-83-6

|  | 这个同类索引页列出了具有相同分子式的化学物（即同分異構體）条目。 除非您是有意链接至本页，否则应将相应条目的内部链接指向正确的条目。 |